# ذا ليت بلومر
ذا ليت بلومر (بالإنجليزية: The Late Bloomer)‏ هو فيلم درامي كوميدي أمريكي من إخراج كيفن بولاك وبطولة جوني سيمونس وماريا بيلو وبريتاني سنو وجين لنتش وجي كي سيمونز وكميل نانجياني وبيك بينيت وبول ويزلي، قصة الفيلم تتكلم عن معالج جنسي إسمه الدكتور بيتر نيومانس الذي يعيش حياة وحيدة وهادئة وفجأة تفاجئه جارته التي تعلن له أنها لاجنسية والتي تألف كتاب كيف أن الجنس غير ضروري. فيحاول بيتر إقناعها بضرورة الجنس بطرق كوميدية. تم عرض هذا الفيلم في مهرجان سان دييغو السينمائي. حصل الفيلم على تقييم 20% في موقع الطماطم الفاسدة. قصة الفيلم مأخوذة من حكاية Man Made: A Memoir of My Body والتي ألفت من قبل كين بيكر.

## البطولة
- جوني سيمونس بدور الدكتور والمعالج بيتر نيومانس
- جي كي سيمونز بدور جيمس نيومانس والد بيتر
- جين لينتش بدور كارولين مديرة أعمال بيتر
- بول ويزلي بدور تشارلي
- ماريا بيلو بدور بريندا نيومانس والدة بيتر
- بيك بينيت بدور لوك صديق بيتر
- كميل نانجياني بدور ريتش صديق بيتر
- بليك كوبر بدور جوش صديق بيتر الصغير
- لينورا كريتشلو بدور نيكي
- كين مارينو بدور الدكتور هانسون
- إليانا دوغلاس بدور ليندا
- شارلوت مككيني بدور مريضة
- فانيسا راغلاند بدور جيني
- سام روبردس بدور الدكتور لاوسون

## روابط خارجية
- ذا ليت بلومر على موقع IMDb (الإنجليزية)
- ذا ليت بلومر على موقع ميتاكريتيك (الإنجليزية)
- ذا ليت بلومر على موقع روتن توميتوز (الإنجليزية)
- ذا ليت بلومر على موقع نتفليكس (الإنجليزية)
- ذا ليت بلومر على موقع قاعدة بيانات الأفلام العربية
- ذا ليت بلومر على موقع ألو سيني (الفرنسية)
- ذا ليت بلومر على موقع Turner Classic Movies (الإنجليزية)
- ذا ليت بلومر على موقع أول موفي (الإنجليزية)
- ذا ليت بلومر على موقع فيلمافينيتي (الإسبانية)
- ذا ليت بلومر على موقع قاعدة بيانات الفيلم (الإنجليزية)